# Mont Olympus (Antarctique)
Pour les articles homonymes, voir Mont Olympe (homonymie).
Le mont Olympus (en anglais : Mount Olympus) est un sommet du chaînon Britannia, dans la Terre Victoria méridionale, dans la chaîne Transantarctique. Il s'élève à 2 650 mètres d'altitude. Son sommet plat et rectangulaire est recouvert de neige.
Il porte le nom de l'USS Mount Olympus, qui sert à l'explorateur polaire américain Richard Byrd comme navire pour l'opération Highjump (1946-1947). Le glacier Byrd, également nommé d'après l'explorateur, se situe à son sud et le mont Henderson à l'ouest.

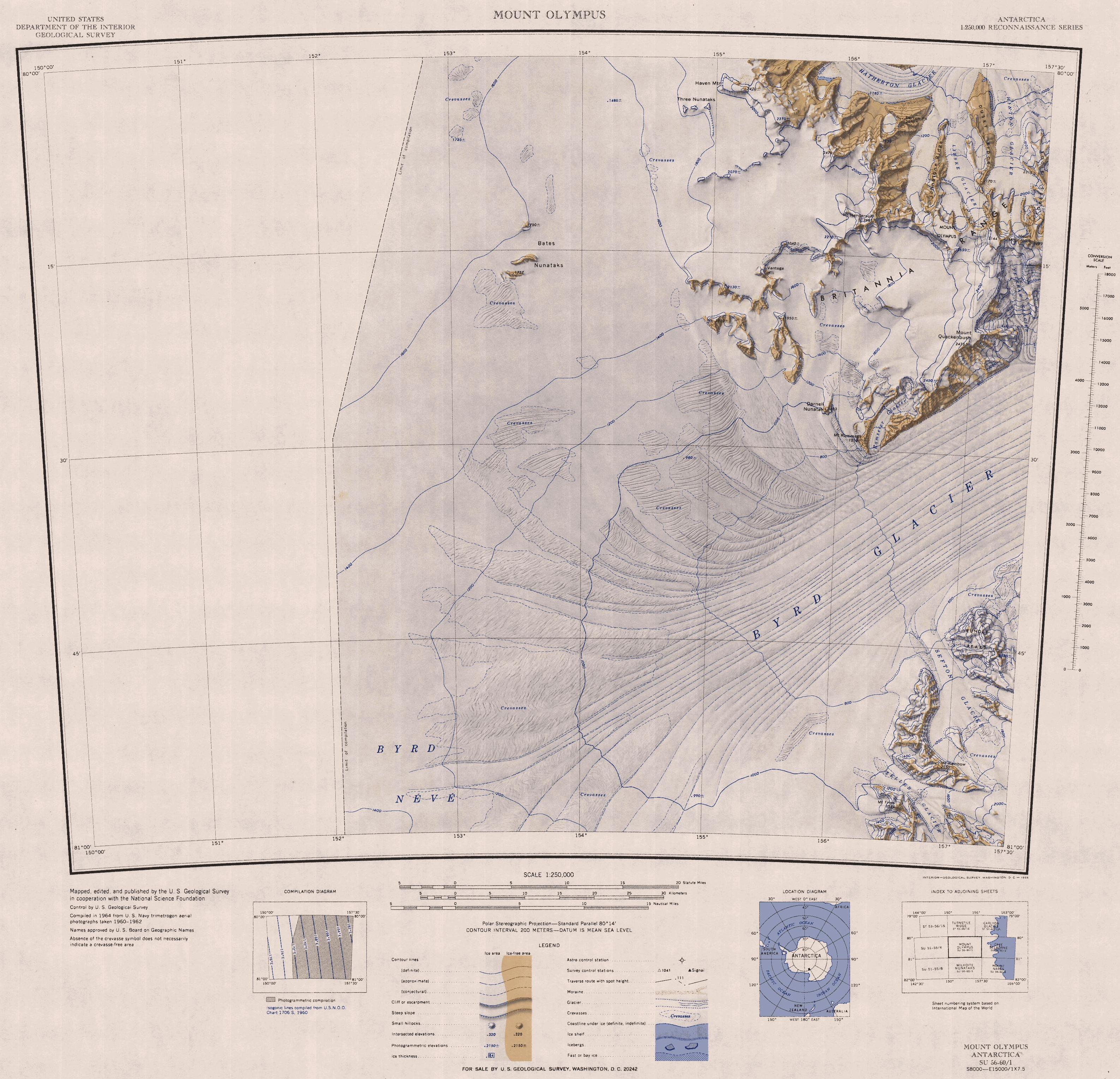
Le mont Olympus sur une carte topographique de l'USGS (au nord-est). Le glacier Byrd est notamment visible sur celle-ci.